# توماس والأصدقاء
توماس والأصدقاء (بالإنجليزية: Thomas & Friends) مسلسل تلفزيوني بريطاني للأطفال. في المملكة المتحدة كان أول بث لها على شبكة آي تي في في بريطانيا العظمى في عام 1984. وفي الولايات المتحدة كان أول بث على محطة الوقت يلمع في عام 1989. وهو يقوم على سلسلة «السكك الحديدية» من الكتب من قبل القس ويلبيرت أودري وابنه كريستوفر أودري.

## الأصوات العربية

### نسخة الدبلجة اللبنانية
- عماد فغالي - توماس
- فادي الرفاعي - المشرف السمين، سبنسر، إدوارد، روكي
- شادي شمص - جيمس، غوردن
- رالين داغر - إيميلي، ميفس، أليشا
- جيهان ملا - بريدجيت
- ماهر الشوا - هنري، ديزل، هيرو
- إبراهيم ماضي - فيكتور، كرانكي، توبي، بيرسي، تشارلي
- زينة ضاهر - الأم، روزي
- خالد السيد - الراوي

### نسخة الدبلجة السورية
- رأفت بازو - توماس
- محمد مصطفى - جيمس
- عادل أبو حسون - فلين، كرانكي، ديزل
- عدنان عبد الجليل
- أسيمة يوسف
- كامل نجمة - روكي، غوردن
- رغدة الخطيب - ميفس
- نضال جوهر - سولتي، دارت
- إيفلين حسن
- سامر الجندي
- طارق المسكي
- محمد أيتوني - بيرسي
و
- مأمون الرفاعي - سبنسر
- يحيى الكفري - المشرف السمين
- محمد خير أبو حسون - فيكتور، بوتش
- علي القاسم - الراوي

## وصلات خارجية
- الموقع الرسمي
- Awdry Family Site
- توماس والأصدقاء على موقع IMDb (الإنجليزية)
- توماس والأصدقاء على موقع ميتاكريتيك (الإنجليزية)
- توماس والأصدقاء على موقع روتن توميتوز (الإنجليزية)
- توماس والأصدقاء على موقع نتفليكس (الإنجليزية)
- توماس والأصدقاء على موقع ميوزك برينز (الإنجليزية)
- توماس والأصدقاء على موقع كينوبويسك (الروسية)
- توماس والأصدقاء على موقع ألو سيني (الفرنسية)
- توماس والأصدقاء على موقع قاعدة بيانات الفيلم (الإنجليزية)